# Cídies (pintor)
Cídies (grec antic: Κυδίας, Kydías, llatí: Cydias) fou un pintor grec nascut a l'illa de Citnos que vivia vers el 364 aC. Va deixar una pintura dels argonautes que Agripa va exhibir en un pòrtic de Roma.